# Peracle elata
Peracle elata is een slakkensoort uit de familie van de Peraclidae. De wetenschappelijke naam van de soort is voor het eerst geldig gepubliceerd in 1875 door Seguenza.